# Metavononoides orientalis
Metavononoides orientalis is een hooiwagen uit de familie Cosmetidae.